# アドバンスト・カー・エンジニアリング
株式会社アドバンスト・カー・エンジニアリング（Advanced Car Engineering inc.、ACE）は、かつて沖縄県うるま市に本社を置き、自動車の製造・加工を行っていたメーカーである。
うるま市の自由貿易特区に生産拠点を持ち、ストレッチ・リムジンの製造販売を行ったほか、東京都内に設置している営業所では、そのストレッチ・リムジンを利用したハイヤーサービスを行っていた。2011年に操業停止。

## 概要

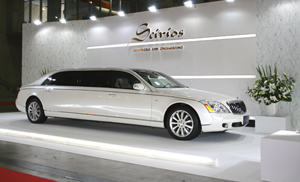
Serios Maybach 62S limo 2009東京インポート・オートサロン

創業は2005年6月。創業時の商号は「株式会社ジャパンアドバンストテクノロジー」。
当初はフォード・オーストラリア社のファルコンを用いて、乗車定員4人のストレッチ・リムジンを製造。その後は、トヨタ社のセルシオをベースとしたモデルを製造した時期もあったが、2006年よりメルセデス・ベンツ・Sクラス（当時はW220）を用いた高級ストレッチ・リムジン製造へと方針を転換。
キャッチコピーは、「design your own time」。

## 沿革
- 2006年
  - 3月30日 - 沖縄振興開発金融公庫から5000万円の出資を受ける。
  - 8月21日 - 東京においてリムジン販売及びハイヤー事業を行っていた株式会社アミューザショーファーエスコートを吸収合併。
  - 9月11日 - 商号を株式会社アミューザに変更。
- 2007年6月 - 「全国各地で活躍する独自性の高い技術を持つ中小企業をそれぞれの持つ技術力の高さや、技術が国民生活・経済活動に与える影響の大きさ等に加え、各企業の国際貢献等も踏まえた企業」として「元気なもの作り中小企業300社」に選出される。同年12月より、同社が製造するメルセデス・ベンツSクラス（W220）のリムジンをハイヤーに導入。
- 2008年
  - 1月 - 東京オートサロン2008にW221を用いたリムジン2車種を出展。
  - 3月 - マイバッハ62Sのリムジン製作を開始。
  - 6月 - JTBが、アミューザの製造するリムジンをハイヤーサービスに採用。
  - 7月 - 中国へW221のリムジンを輸出開始。
  - 12月 - 商号を株式会社アドバンスト・カー・エンジニアリングに変更。同時に、同社のリムジン・ブランド「Seirios」を立ち上げる。
- 2009年
  - 1月 - インポートオートサロン2009にて、ダイムラー社の最高峰の車種であるマイバッハをベースとしたストレッチ・リムジンを発表。
  - 4月 - 中国で人気の高いオフロード車両をベースに、後席の居住性を大きく向上した、高級プレミアムオフロードカー、メルセデス・ベンツG55 AMGストレッチ・リムジンが「2009上海モーターショー」で、同社の中国代理店LONGBO社ブースにて展示される。
- 2011年 - 操業停止。
- 2013年 - 解散。代表清算人に大村安孝が就任。
- 2017年8月31日 - 法人格消滅[1]。

## リムジン・ブランド
シリウスの由来である「Seirios（セイリオス）」をブランド名としていた。地球上から見える最も明るい恒星であることから、「最も光輝く星」のように光に満ち溢れ周りの者へも感動を与える車両作りを目指す、という意味が込められている。

## 車種一覧
- SEIRIOS M70[2]
  - メルセデス・ベンツS550を1,700mm延長した、全長6.9 mのロングタイプで、リヤスペースのシートは対面4人乗り。質感の高い内装は、ホテルの送迎、観光などでの利用が可能なモデル。

- SEIRIOS M63[3]
  - メルセデス・ベンツS600を1,170mm延長。リヤの空間には2席のみ配置した贅沢な室内を設定。 運転席と客席が完全に分離されている空間は、運転手を気にせずに重要な会話をすることが可能。インターネットの接続も可能で、ビジネスに最適なモデル。

- SEIRIOS MAYBACH62S LIMOUSINE[4]
  - 顧客からの受注により、独ダイムラー社の最高峰マイバッハ62Sを1,000mm延長し、全長7.2 mのロングボディに改造。リアスペースには対面シートを設置。スライド式フラットシートを採用。また、マイバッハ62Sの標準AV装置に加え、24インチワイドTV（地上デジタル放送対応）を装備。ワイドTVは昇降式を採用し、TVを見ない時には前方の視界を確保。